# Roman Modic
Roman Modic, slovenski kemik in pedagog, * 27. maj 1911, Ljubljana, † 1. avgust 2003, Ljubljana.
V svoji dolgoletni akademski karieri je bil profesor za kemijo (1952-), prodekan Fakultete za kemijo (1953/54), dekan Fakultete za rudarstvo, metalurgijo in kemijsko tehnologijo (1958-1960), prodekan Fakultete za naravoslovje in tehnologijo (1960-1962), prorektor (1965-1967) in rektor Univerze v Ljubljani (1967-1970), ki ga je imenovala za svojega zaslužnega profesorja (1982). Bil je drugi predsednik slovenskega kemijskega društva (1963-74) in direktor Kemijskega inštituta Boris Kidrič (1971-73), ki mu je podelil častno članstvo (1986); prejel je mdr. Kidričevo nagrado za življenjsko delo (1983). 